# Rajesh Vivek
Rajesh Vivek, właśc. Rajesh Vivek Upadhyay (ur. 31 stycznia 1949, zm. 14 stycznia 2016 w Hajdarabadzie) – bollywoodzki aktor filmowy, nominowany do Nagrody IIFA dla Najlepszego Aktora Komediowego za rolę w filmie Lagaan: Dawno temu w Indiach z 2001 roku.

## Filmografia
- Jodhaa Akbar (2008) – Chughtai Khan
- Nanhe Jaisalmer (2007)
- Bhoot Unkle (2006) – Ghafoor – Tangewala
- Bunty i Babli (2005) – Protestor
- Vaada (2005) – inspektor Khan
- Ab Tumhare Hawale Watan Saathiyo (2004)
- Mój kraj (2004) – Nivaran
- Hatya: The Murder (2004) – zaklinacz węży
- Asambhav (2004) – Panditji
- Serce ze złota (2003)
- Lagaan: Dawno temu w Indiach (2001) – Guran
- Daku Ramkali (2000)
- Munnibai (1999)
- Pardesi Babu (1998) – fakir na Ram Mandir
- Loha (1997)
- Królowa bandytów (Bandit Queen, 1994) – Mustaquim
- Parasmani (1992) – Mahavir Singh
- Vishwatma (1992) – Dacoit Manohar Dev
- Nagin Aur Lootere (1992) – Chattan Singh
- Vishkanya (1991)
- Ganga Jamuna Ki Lalkar (1991)
- Tridev (1989) – Raghav
- Joshilaay (1989) – Yogi Thakur
- The Deceivers (1988) – kapłan
- The Perfect Murder (1988) – Zero Police
- Veerana (1988)
- Janbaaz (1986)
- Ram Teri Ganga Maili (1985) – Cremator